# برایان تیچی
برایان تیچی (انگلیسی: Brian Tichy؛ زادهٔ ۱۸ اوت ۱۹۶۸) طبل‌زن اهل ایالات متحده آمریکا است. وی از سال ۱۹۸۶ میلادی تاکنون مشغول فعالیت بوده است.